# Ventforet Kofu
Ventforet Kofu är ett fotbollslag från Kofu i Japan. Laget spelar för närvarande (2020) i den näst högsta proffsligan J2 League.

## Placering tidigare säsonger
| Säsong | Nivå | Liga      | Placering | Referens | Notering |
| ------ | ---- | --------- | --------- | -------- | -------- |
| 1999   | 2    | J2 League | 7         | [ 3 ]    |          |
| 2000   | 2    | J2 League | 11        | [ 4 ]    |          |
| 2001   | 2    | J2 League | 12        | [ 5 ]    |          |
| 2002   | 2    | J2 League | 7         | [ 6 ]    |          |
| 2003   | 2    | J2 League | 5         | [ 7 ]    |          |
| 2004   | 2    | J2 League | 7         | [ 8 ]    |          |
| 2005   | 2    | J2 League | 3         | [ 9 ]    |          |
| 2006   | 1    | J1 League | 15        | [ 10 ]   |          |
| 2007   | 1    | J1 League | 17        | [ 11 ]   |          |
| 2008   | 2    | J2 League | 7         | [ 12 ]   |          |
| 2009   | 2    | J2 League | 4         | [ 13 ]   |          |
| 2010   | 2    | J2 League | 2         | [ 14 ]   |          |
| 2011   | 1    | J1 League | 16        | [ 15 ]   |          |
| 2012   | 2    | J2 League | 1         | [ 16 ]   |          |
| 2013   | 1    | J1 League | 15        | [ 17 ]   |          |
| 2014   | 1    | J1 League | 13        | [ 18 ]   |          |
| 2015   | 1    | J1 League | 13        | [ 19 ]   |          |
| 2016   | 1    | J1 League | 14        | [ 20 ]   |          |
| 2017   | 1    | J1 League | 16        | [ 21 ]   |          |
| 2018   | 2    | J2 League | 9         | [ 22 ]   |          |
| 2019   | 2    | J2 League | 5         | [ 23 ]   |          |
| 2020   | 2    | J2 League | 4         | [ 24 ]   | Pandemin |
| 2021   | 2    | J2 League | 3         | [ 25 ]   | Pandemin |
| 2022   | 2    | J2 League | 18        | [ 26 ]   | Pandemin |
| 2023   | 2    | J2 League | 8         | [ 27 ]   |          |
| 2024   | 2    | J2 League | 14        | [ 28 ]   |          |

## Spelare

### Truppen
| Nr | Land      | Pos | Namn                                    |
| -- | --------- | --- | --------------------------------------- |
| 1  | Japan     | MV  | Kohei Kawata                            |
| 2  | Japan     | F   | Hidehiro Sugai                          |
| 3  | Brasilien | F   | Renato                                  |
| 4  | Japan     | F   | Hideomi Yamamoto (kapten)               |
| 5  | Japan     | F   | Niki Urakami                            |
| 6  | Japan     | MF  | Hideyuki Nozawa                         |
| 7  | Japan     | MF  | Sho Araki                               |
| 8  | Japan     | MF  | Ryohei Arai                             |
| 9  | Japan     | A   | Kazushi Mitsuhira                       |
| 10 | Brasilien | A   | Willian Lira                            |
| 11 | Brasilien | A   | Bruno Paraíba (lån från Figueirense FC) |
| 13 | Japan     | F   | Fumitaka Kitatani                       |
| 14 | Japan     | MF  | Riku Nakayama                           |
| 15 | Japan     | A   | Riku Iijima                             |
| 16 | Japan     | MF  | Koya Hayashida                          |
| 18 | Japan     | MF  | Yoshiki Torikai                         |

| Nr | Land  | Pos | Namn                                     |
| -- | ----- | --- | ---------------------------------------- |
| 19 | Japan | A   | Jumma Miyazaki                           |
| 20 | Japan | MF  | Nagi Matsumoto (lån från Cerezo Osaka)   |
| 21 | Japan | MV  | Yuto Koizumi                             |
| 22 | Japan | F   | Riku Nozawa                              |
| 23 | Japan | F   | Masahiro Sekiguchi                       |
| 24 | Japan | MF  | Riku Yamada                              |
| 25 | Japan | F   | Yuzuki Yamato                            |
| 26 | Japan | MF  | Toshiki Ishikawa (lån från Omiya Ardija) |
| 27 | Japan | MF  | Iwana Kobayashi                          |
| 31 | Japan | MV  | Kosuke Okanishi                          |
| 33 | Japan | MV  | Kodai Yamauchi                           |
| 41 | Japan | MF  | Motoki Hasegawa                          |
| 44 | Japan | A   | Yamato Naito                             |